# Неволін Костянтин Олексійович
Костянтин Олексійович Неволін (1806–1855) — російський науковець. Ректор Київського університету (1837—1843). Був першим вченим-юристом, обраним до складу Російської академії наук (1853).

## Біографія
Народився 1806 року в місті Орлов В'ятської губернії у родині священика. Початкову освіту здобув у В'ятській духовній семінарії. 1827 закінчив Московську духовну академію. 1828—1834 навчався в Петербурзькому університеті. Пройшов курс в Берлінському університеті під керівництвом Ф. К. фон Савіньї.
1835 року К. О. Неволін захистив докторську дисертацію «Роздуми про філософію законодавства у древніх» та був затверджений у званні доктора законознавства, після чого працював у Києві на посаді ординарного професора кафедри енциклопедії права.
З 1837 по 1843 роки працював ректором Київського університету Св. Володимира. У той час, коли Неволін був ректором, університет перевели до нової будівлі (нині — червоний корпус), відкрився медичний факультет (1841), були обладнані спеціальні кабінети і сформовані колекції.
З 1843 року працював у Петербурзькому університеті: професор, завідувач кафедри цивільних законів. Був проректором Петербурзького університету та деканом юридичного факультету.
К. Неволін був двічі лауреатом Демидовської премії за праці «История Российских гражданских законов» та «Енциклопедію законодавства». В останній Неволін, поєднавши теоретичні підходи історичної школи права і школи природного права, висловив ідеї, які становлять основу нинішнього порівняльного законодавства. К. О. Неволін уперше в російській правовій думці чітко сформулював систему необхідних юристові знань історико-правової науки.
За працю «О пятинах и погостах Новгородских в XVI веке» його відзначено Костянтинівською медаллю Російського географічного товариства, а за "Разбор сочинения Линовского «Исследование начал уголовного права, изложенного в Уложении царя Алексея Михайловича» нагороджено золотою медаллю Академією наук. 1853 р. йому присвоєно звання дійсного статського радника. К. О. Неволін також став членом Консультації при Міністерстві юстиції.
Був членом Імператорського російського географічного товариства, Комітету дослідження і збереження старожитностей (Київ), ряду інших товариств і комісій.
У травні 1855 р. Костянтин Олексійович Неволін виїхав для лікування сухот спочатку до Німеччини, потім до Австрії, де й помер 6 (18) жовтня 1855 року. Його прах перепоховали на Смоленському кладовищі у С. — Петербурзі.

## Наукові праці
- Рассуждение о философии законодательства у древних. — Спб., 1835.
- О соединении теории с практикой в изучении законов в делопроизводстве. — Спб., 1835.
- Энциклопедия законоведения. —- ТТ. 1 — 2. — К., 1839 -— 1840.
- Образование управления в России от Иоанна III до Петра Великого. -— Спб., 1844.
- О простанстве церковного суда в России до Петра В. -— Спб.,1847.
- История Российских гражданских законов. —- ТТ. 1 — 3. — Спб.,1851.
- О пятинах и погостах новгородских в XVI веке // Записки Императорского Русского Географического Общества (ИРГО). 1853. Книжка VIII[5].
- Повне зібрання творів К. О. Неволіна в 6-ти тт. (Спб., 1857) на сайті «history-fiction.ru» [Архівовано 29 жовтня 2014 у Wayback Machine.]